# Patrick Mortensen
Patrick Mortensen (Copenaghen, 13 luglio 1989) è un calciatore danese, attaccante dell'Aarhus.

## Carriera

### Club

#### Fremad Amager
Mortensen ha cominciato la carriera con la maglia del Fremad Amager, compagine militante in 1. Division – all'epoca secondo livello del campionato danese. Nella stagione 2006-2007, nonostante la giovane età, ha disputato 10 partite di campionato ed ha messo a referto una marcatura.

#### Brøndby
Il 31 luglio 2007, il Brøndby ha ufficializzato il tesseramento di Mortensen, col giocatore che ha firmato un accordo biennale con la nuova squadra. Il 12 aprile 2008 ha avuto l'opportunità di esordire in Superligaen, massimo livello del campionato danese, quando ha sostituito Tobias Mikkelsen nella vittoria casalinga per 2-1 sull'Esbjerg.
Il 24 agosto 2008 ha trovato le prime reti con questa casacca, siglando una doppietta nella vittoria per 1-7 arrivata sul campo del Frem Sakskøbing, sfida valida per l'edizione stagionale della Coppa di Danimarca. È rimasto in squadra fino al termine della stagione.

#### Lyngby
Il 1º settembre 2009, il Brøndby ha ceduto Mortensen al Lyngby – in 1. Division – con la formula del prestito. Ha giocato la prima partita nella nuova squadra il 6 settembre, quando è subentrato ad Anders Christiansen nella sconfitta per 1-0 subita in casa del Viborg. Il 27 settembre ha trovato il primo gol, nel 3-0 inflitto al Brabrand. Il 15 dicembre 2009, il trasferimento di Mortensen al Lyngby è diventato a titolo definitivo. Alla fine di quella stessa stagione, il Lyngby ha conquistato la promozione in Superligaen.
In virtù di questo risultato, il 29 agosto 2010 ha potuto realizzare la prima rete nella massima divisione, in occasione del pareggio casalingo per 3-3 maturato contro la sua ex squadra del Brøndby. Il Lyngby è retrocesso nuovamente in 1. Division al termine del campionato successivo, con Mortensen che è rimasto in squadra fino all'estate del 2015.

#### Sarpsborg 08
Il 27 marzo 2015 ha firmato ufficialmente un contratto con i norvegesi del Sarpsborg 08, valido a partire dal 15 luglio 2015, data di riapertura del calciomercato estivo: Mortensen si sarebbe trasferito alla nuova squadra a parametro zero. Ha esordito in Eliteserien il 26 luglio, venendo schierato titolare nel 2-2 casalingo arrivato contro il Mjøndalen: Mortensen ha segnato una delle reti in favore della sua squadra. Ha totalizzato 13 presenze e 6 reti in questa porzione di stagione in squadra, tra campionato e coppa.
Il 23 giugno 2017 ha prolungato l'accordo con il Sarpsborg 08 fino al 31 dicembre 2019.

#### Aarhus
L'11 gennaio 2019 è passato ufficialmente all'Aarhus, a cui si è legato fino al 2023.

### Nazionale
Mortensen ha disputato 7 partite per la Danimarca under 21, mettendo a segno 2 reti. Ha esordito il 17 gennaio 2010, quando ha sostituito Andreas Laudrup nella vittoria in amichevole per 1-0 contro il Messico. Il 20 gennaio 2011 ha trovato una doppietta nel 3-0 inflitto al Qatar.

## Statistiche

### Presenze e reti nei club
Statistiche aggiornate all'11 gennaio 2019.
| Stagione            | Club                | Campionato          | Campionato | Campionato | Coppe nazionali | Coppe nazionali | Coppe nazionali | Coppe continentali | Coppe continentali | Coppe continentali | Supercoppe | Supercoppe | Supercoppe | Totale | Totale |
| Stagione            | Club                | Comp                | Pres       | Reti       | Comp            | Pres            | Reti            | Comp               | Pres               | Reti               | Comp       | Pres       | Reti       | Pres   | Reti   |
| ------------------- | ------------------- | ------------------- | ---------- | ---------- | --------------- | --------------- | --------------- | ------------------ | ------------------ | ------------------ | ---------- | ---------- | ---------- | ------ | ------ |
| 2006-2007           | Fremad Amager       | 1D                  | 10         | 1          | CD              | ?               | ?               | -                  | -                  | -                  | -          | -          | -          | 10+    | 1+     |
| 2007-2008           | Brøndby             | SL                  | 3          | 0          | CD              | ?               | ?               | -                  | -                  | -                  | -          | -          | -          | 3+     | 0+     |
| 2008-2009           | Brøndby             | SL                  | 0          | 0          | CD              | 1               | 2               | -                  | -                  | -                  | -          | -          | -          | 1      | 2      |
| Totale Brøndby      | Totale Brøndby      | Totale Brøndby      | 3          | 0          |                 | 1+              | 2+              |                    | -                  | -                  |            | -          | -          | 4+     | 2+     |
| 2009-2010           | Lyngby              | 1D                  | 21         | 8          | CD              | ?               | ?               | -                  | -                  | -                  | -          | -          | -          | 21+    | 8+     |
| 2010-2011           | Lyngby              | SL                  | 27         | 4          | CD              | 2+              | 1+              | -                  | -                  | -                  | -          | -          | -          | 29+    | 5+     |
| 2011-2012           | Lyngby              | SL                  | 27         | 6          | CD              | 1               | 0               | -                  | -                  | -                  | -          | -          | -          | 28     | 6      |
| 2012-2013           | Lyngby              | 1D                  | 31         | 12         | CD              | 3+              | 3+              | -                  | -                  | -                  | -          | -          | -          | 34+    | 15+    |
| 2013-2014           | Lyngby              | 1D                  | 33         | 12         | CD              | 4               | 2               | -                  | -                  | -                  | -          | -          | -          | 37     | 14     |
| 2014-2015           | Lyngby              | 1D                  | 27         | 8          | CD              | 1+              | 1+              | -                  | -                  | -                  | -          | -          | -          | 28+    | 9+     |
| Totale Lyngby       | Totale Lyngby       | Totale Lyngby       | 166        | 50         |                 | 11+             | 7+              |                    | -                  | -                  |            | -          | -          | 177+   | 57+    |
| lug.-dic. 2015      | Sarpsborg 08        | ES                  | 10         | 3          | CN              | 3               | 3               | -                  | -                  | -                  | -          | -          | -          | 13     | 6      |
| 2016                | Sarpsborg 08        | ES                  | 26         | 5          | CN              | 3               | 2               | -                  | -                  | -                  | -          | -          | -          | 29     | 7      |
| 2017                | Sarpsborg 08        | ES                  | 30         | 12         | CN              | 5               | 3               | -                  | -                  | -                  | -          | -          | -          | 35     | 15     |
| 2018                | Sarpsborg 08        | ES                  | 28         | 12         | CN              | 1               | 0               | UEL                | 14                 | 7                  | -          | -          | -          | 43     | 19     |
| Totale Sarpsborg 08 | Totale Sarpsborg 08 | Totale Sarpsborg 08 | 94         | 32         |                 | 12              | 8               |                    | 14                 | 7                  |            | -          | -          | 120    | 47     |
| gen.-giu. 2019      | Aarhus              | SL                  | 0          | 0          | CD              | -               | -               | -                  | -                  | -                  | -          | -          | -          | 0      | 0      |
| Totale              | Totale              | Totale              | 273        | 83         |                 | 24+             | 17+             |                    | 14                 | 7                  |            | -          | -          | 311+   | 107+   |

## Palmarès

### Individuale
- Capocannoniere del campionato danese: 1

2024-2025 (20 reti)